# Fritz X
Fritz X là tên gọi phổ biến nhất cho một loại bom dẫn đường chống tàu của Đức được sử dụng trong Thế chiến II. Fritz X là vũ khí dẫn đường chính xác đầu tiên trên thế giới được triển khai trong chiến đấu và là bom dẫn đường đầu tiên đánh chìm một con tàu trong chiến đấu. Fritz X là một biệt danh được sử dụng bởi cả nhân viên của quân Đồng minh và Luftwaffe. Các tên thay thế bao gồm Ruhrstahl SD 1400 X, Kramer X-1, PC 1400X hoặc FX 1400 (sau này, cùng với biệt danh PC 1400 Fritz không được điều khiển, là nguồn gốc của tên "Fritz X"). Cùng với vũ khí Azon tương tự của Không quân Quân đội Hoa Kỳ (USAAF) cùng thời, nó là một trong những tiền thân của tên lửa chống tàu hiện đại và vũ khí dẫn đường chính xác.